# Dossier Leeuwenkuil
Dossier Leeuwenkuil is het tweede lange stripverhaal van Agent 327, getekend door Martin Lodewijk, dat voor het eerst is verschenen in stripweekblad Pep in 1970 (nr. 11 t/m 32). Het is het tweede album dat uitgegeven werd, in 1973 door Oberon in de "Oberon strips" reeks (nr. 73-11). Het album is in 1979 opnieuw uitgegeven door Oberon, als vijfde deel van de Oberon/Eppo-reeks, en het is het vierde deel van de nieuwe (op tekst bijgewerkte en opnieuw ingekleurde) reeks, in 2007 uitgegeven door Uitgeverij L.
In dit dossier is het verhaal opgenomen van IJzerbroots eerste kennismaking met de Chef, wat na de oorlog zal leiden tot IJzerbroots aanname bij de Nederlandse geheime dienst. Ook in De vlucht van vroeger komt dit begin van 327's carrière ter sprake.

## Verhaal
Een terugblik in de tijd: Hendrik IJzerbroot, als jong student in de Tweede Wereldoorlog ondergedoken in de molen van zijn oom Harm, helpt een Engelse piloot om in contact te komen met het verzet op dat moment onder leiding van de Chef. De piloot vertelt van een zekere professor Prillevitz, die een revolutionaire uitvinding heeft gedaan die niet in handen mag van vallen van de nazi's. Gedrieën (de Chef, IJzerbroot en de Engelsman) gaan ze Prillevitz bevrijden uit de handen van de Duitsers en stuiten daarbij op een Duitse Kolonel Bauer. De bevrijding van de professor mislukt, de geheime uitvinding blijft onvindbaar en is vermoedelijk in de handen van Bauer gekomen. De oorlog gaat voorbij, Bauer wordt gevangengenomen door de Russen en het geheime laboratorium en het geheime wapen van Prillevitz zijn verdwenen.
Bauer, 25 jaar in Russisch krijgsgevangenschap gehouden, probeert via Berlijn naar het Westen te vluchten. Deze ontsnapping blijkt echter in scène te zijn gezet door de KGB en in het bijzonder door de KGB-agenten Witloff en Slarottimoff. De Russen blijken op de hoogte van het geheime wapen van Prillevitz dat Bauer in Nederland heeft verstopt en hopen dat wapen in handen te krijgen door Bauer na zijn vlucht naar het Westen scherp in de gaten te houden.
In Nederland is de Chef nietsvermoedend bezig met plannen te maken om Bauer te helpen vluchten uit het Oosten. Agent 327 krijgt deze opdracht en tevens de opdracht om Bauer in zijn gang door Nederland in de gaten te houden.
Samen met Barend, die mee mag op zijn eerste missie, vertrekt IJzerbroot naar Berlijn om daar met 'onze man ter plaatse' Agent 525, Bauer te helpen bij de oversteek. Dat lukt ternauwernood onder andere door een ingreep van Witloff en Slarottimoff. Na een omzwerving komt Bauer in Nederland aan, in de gaten gehouden door de Nederlandse, maar ook de Russische en diverse andere geheime diensten. Bauer, ook niet dom, wacht in zijn hotel tot de nacht valt en als hij zich onbespied waant, gaat hij op zoek naar het geheime laboratorium van Prillevitz. Hij speurt rond met zijn kaart van vroeger, knipt op zijn weg wat hekken door en staat dan plots oog in oog met een roedel leeuwen. Geschrokken rent hij terug naar zijn hotel. Naar nu blijkt is ter plaatse van het geheime laboratorium inmiddels het Leeuwenpark Haakse Heuvels (naar Safaripark Beekse Bergen) aangelegd.
Niet voor een gat te vangen gaat Bauer de volgende dag terug naar Heuvels maar ditmaal vergezeld van de grote Zamba, de Leeuwenkoning. Voor vergoeding zal deze de leeuwen op afstand houden zodat Bauer zijn slag kan slaan. Dit lukt; de Duitser vindt het jaren afgesloten lab van Prillevitz, en vindt zelfs het flesje met het geheime wapen: een vloeistof die onzichtbaar maakt. Bauer: "De wereld ligt aan mijn voeten!"
Dan komt Agent 327 tevoorschijn in het lab evenals alle agenten van andere landen. In de consternatie drinkt Bauer snel het flesje leeg, maar de formule blijkt niet te werken, Bauer wordt niet onzichtbaar. Dit leidt tot grote hilariteit onder de agenten. Een woedende Bauer druipt af, verscheurt de formule en werpt de rest van de vloeistof in een sloot.
Nu blijkt echter dat de vloeistof wel degelijk (tijdelijk) onzichtbaar maakt, maar dat de werking ervan niet meteen aanvangt. Bauer is een tijdje onzichtbaar, maar wordt weer zichtbaar als hij op het treinstation staat naast Witloff en Slarottimoff, om uit Nederland te vluchten.